# Nancy Borowick
Nancy Borowick (Chappaqua, 1985) est une artiste, photographe et auteure américaine.

## Biographie
Nancy Borowick a étudié la photographie au Centre international de la photographie et son travail documente principalement les structures familiales et les histoires personnelles pour disséquer la façon dont les humains interagissent avec, pleurent et commémorent leurs proches. Son livre The Family Imprint,  utilise la photographie documentaire pour raconter l'histoire de ses parents qui ont tous deux reçu un diagnostic de cancer de stade quatre et sont décédés à moins d'un an d'intervalle. Son travail a été présenté dans de nombreuses expositions individuelles et collectives aux États-Unis et à l'étranger.

## Quelques Récompenses
- 2018 
  - Prix humanitaire de l'organisation Women That Soar
  - Prix allemand du livre photo pour The Family Imprint, prix de bronze
- 2017 
  - PDN Photo Annual Book Prize, The Family Imprint (Hatje Cantz, 2017, dist. par DAP)
  - Women Photograph, Meilleurs livres de 2017 pour The Family Imprint
- 2016 
  - World Press Photo, 2e prix, catégorie Projets à long terme, Finaliste d'Amsterdam, World Report Award, Milan, Italie
- 2015 
  - Concours National Geographic + Visura, États-Unis
  - Prix Arnold-Newman pour les nouvelles orientations du portrait photographique

## Expositions (sélection)
- 2018 :
  - Head On Festival, Sydney, Australie
  - Journées photo de Darmstadt, Darmstadt, Allemagne
  - Convention du Congrès allemand sur le cancer, Allemagne
- 2017 :
  - Installation publique de cinq mois avec United Photo Industries Gallery NYC, USA
  - Objectifs Center for Photography and Film, Singapour
  - Festival d'économie et d'impacts sur la santé de Trento, Trento, Italie
  - Centre Culturel Ono, Berne, Suisse
- 2016 :
  - World Press Photo International
- 2015 :
  - Festival Visa pour l'image, Perpignan, France
  - Festival international de la photo, Leyde, Pays-Bas
  - Just Another Photo Festival , New Delhi, Inde
- 2014 :
  - Projection du Festival Visa Pour L'Image, Perpignan, France
  - Oberstdorf Fotogipfel Festiva, Oberstdorf, Allemagne
  - Galerie de photos valides, Barcelone, Espagne
- 2016 : Open Show a présenté la projection de Cancer Family, USA